# Pablo Otárola
Pablo César Otárola Torres (Talcahuano, Chile, 15 de enero de 1987) es un exfutbolista chileno. En 2015 sufrió un grave Accidente de tránsito que lo mantiene postrado.

## Biografía

### Trayectoria
Inició su carrera en 2007, debutando en el Club Deportivo Huachipato de Talcahuano.
En 2012 defendió los colores de Lota Schwager y posteriormente los de Curicó Unido, debutando con los torteros el 7 de julio de 2013 ante O'Higgins por Copa Chile.
Pasó a Deportes Temuco en 2014, debutando con una victoria ante Lota Schwager. En el pije jugó 25 partidos como titular. Su último partido oficial fue el 28 de febrero de 2015 ante Magallanes donde su equipo obtuvo un triunfo por 2-0.

### Accidente
El 20 de marzo de 2015 Otárola sufrió un grave accidente de tránsito en la ruta 5 sur a las afueras de Temuco, cuando se dirigía hacia la región del Biobío. El jugador fue derivado en estado grave al Hospital Hernán Henríquez Aravena, con fractura de fémur y cadera.
Tiempo después sería trasladado a la Clínica Universitaria de Concepción. Varios compañeros y equipos del país han demostrado su apoyo y solidaridad con el jugador, realizando subastas para ayudar con el pago de los gastos médicos de su hospitalización.
Con el paso del tiempo ha ido evolucionando, a pesar de que en un comienzo las opciones de seguir con vida eran mínimas. Despertó del coma meses después, y ha podido realizar leves movimientos.

## Clubes
| Club            | País  | Año       |
| --------------- | ----- | --------- |
| Huachipato      | Chile | 2007-2011 |
| Lota Schwager   | Chile | 2012      |
| Curicó Unido    | Chile | 2013-2014 |
| Deportes Temuco | Chile | 2014-2015 |